# Nashville (Wisconsin)
Nashville es un pueblo ubicado en el condado de Forest en el estado estadounidense de Wisconsin. En el Censo de 2010 tenía una población de 1.064 habitantes y una densidad poblacional de 5,68 personas por km².

## Geografía
Nashville se encuentra ubicado en las coordenadas 45°30′26″N 88°59′48″O / 45.50722, -88.99667. Según la Oficina del Censo de los Estados Unidos, Nashville tiene una superficie total de 187.26 km², de la cual 173.82 km² corresponden a tierra firme y (7.18%) 13.45 km² es agua.

## Demografía
Según el censo de 2010, había 1.064 personas residiendo en Nashville. La densidad de población era de 5,68 hab./km². De los 1.064 habitantes, Nashville estaba compuesto por el 62.41% blancos, el 0.09% eran afroamericanos, el 35.62% eran amerindios, el 0.19% eran asiáticos, el 0% eran isleños del Pacífico, el 0.28% eran de otras razas y el 1.41% pertenecían a dos o más razas. Del total de la población el 0.85% eran hispanos o latinos de cualquier raza.